# Liste der Kulturdenkmale in Sörup
In der Liste der Kulturdenkmale in Sörup sind alle Kulturdenkmale der schleswig-holsteinischen Gemeinde Sörup (Kreis Schleswig-Flensburg) und ihrer Ortsteile aufgelistet (Stand: 14. April 2025).

## Legende
In den Spalten befinden sich folgende Informationen:
- Objekt-ID: die Nummer des Kulturdenkmales
- Lage: die Adresse des Kulturdenkmales und die geographischen Koordinaten. Kartenansicht, um Koordinaten zu setzen. In der Kartenansicht sind Kulturdenkmale ohne Koordinaten mit einem roten Marker dargestellt und können in der Karte gesetzt werden. Kulturdenkmale ohne Bild sind mit einem blauen Marker gekennzeichnet, Kulturdenkmale mit Bild mit einem grünen Marker.
- Offizielle Bezeichnung: Bezeichnung des Kulturdenkmales
- Beschreibung: die Beschreibung des Kulturdenkmales
- Bild: ein Bild des Kulturdenkmales

## Sachgesamtheiten
| Objekt-ID      | Lage                                                        | Offizielle Bezeichnung | Beschreibung | Bild                             |
| -------------- | ----------------------------------------------------------- | ---------------------- | --- | -------------------------------- |
| 40980 Wikidata | Angelner Straße 2, Schulstraße (54° 42′ 55″ N, 9° 40′ 7″ O) | Kirche St. Marien      | Aktualisierung vorgesehen - Begründung: geschichtlich, künstlerisch, städtebaulich, Kulturlandschaft prägend - Schutzumfang: Kirche St. Marien mit Ausstattung, Kirchhof, Grabmale bis 1870, Hauptpforte, Granitböschungsmauern, Lindenkranz (Schulstraße); Pastorat (Angelner Straße 2) | weitere Fotos \| Fotos hochladen |

## Bauliche Anlagen
| Objekt-ID     | Lage                                              | Offizielle Bezeichnung            | Beschreibung | Bild                             |
| ------------- | ------------------------------------------------- | --------------------------------- | --- | -------------------------------- |
| 5128 Wikidata | Angelner Straße 2 (54° 42′ 55″ N, 9° 40′ 11″ O)   | Pastorat                          | Alteintragung (Aktualisierung vorgesehen) - Begründung: geschichtlich, städtebaulich - Schutzumfang: Alteintragung (Aktualisierung vorgesehen) - Denkmaltyp: Bauliche Anlage, Sachgesamtheit: Kirche St. Marien | Fotos hochladen                  |
| 6592 Wikidata | Bahnhofstraße (54° 43′ 1″ N, 9° 40′ 11″ O)        | Bahnhofsgebäude                   | Bahnhofsgebäude; 1881; Architekt Moldenschardt; eingeschossiger asymmetrischer Gelbsteinbau mit schiefergedecktem Schopfwalmdach und zweigeschossigem zu beiden Seiten risalitartig vorstehendem Querhaus, umlaufend Ziergliederung in rotem Backstein, schienenseitig eingeschossiger, stilistisch angepasster Vorbau mit angeschlepptem Pultdach - Begründung: geschichtlich, künstlerisch, städtebaulich - Schutzumfang: gesamtes Objekt - Denkmaltyp: Bauliche Anlage | BW                               |
| 7567 Wikidata | Eslingwatter Straße (54° 41′ 54″ N, 9° 40′ 52″ O) | Hof Hansen: Bauernhaus            | Alteintragung (Aktualisierung vorgesehen) - Begründung: Alteintragung (Aktualisierung vorgesehen) - Schutzumfang: Alteintragung (Aktualisierung vorgesehen) - Denkmaltyp: Bauliche Anlage | BW                               |
| 7568 Wikidata | Eslingwatter Straße (54° 41′ 53″ N, 9° 40′ 51″ O) | Hof Hansen: Schuppen              | Alteintragung (Aktualisierung vorgesehen) - Begründung: Alteintragung (Aktualisierung vorgesehen) - Schutzumfang: Alteintragung (Aktualisierung vorgesehen) - Denkmaltyp: Bauliche Anlage | BW                               |
| 43370         | Flatzbyer Straße 2 (54° 43′ 20″ N, 9° 38′ 42″ O)  | Wohnhaus                          | Wohnhaus; 1905, Planung von Asmus Peter Nicolai; freistehender, zweigeschossiger Putzbau mit ziegelgedecktem Schopfwalmdach, Seitenrisalit, verglastem Wintergarten; anliegend ehem. Waschhaus - Begründung: geschichtlich, städtebaulich - Schutzumfang: Wohnhaus, - Denkmaltyp: Bauliche Anlage | BW                               |
| 2811 Wikidata | Kappelner Straße 27 (54° 44′ 52″ N, 9° 39′ 50″ O) | Windmühle                         | Alteintragung (Aktualisierung vorgesehen) - Begründung: Alteintragung (Aktualisierung vorgesehen) - Schutzumfang: Alteintragung (Aktualisierung vorgesehen) - Denkmaltyp: Bauliche Anlage | weitere Fotos \| Fotos hochladen |
| 3363 Wikidata | Schulstraße (54° 42′ 55″ N, 9° 40′ 6″ O)          | Kirche St. Marien mit Ausstattung | Alteintragung (Aktualisierung vorgesehen) - Begründung: geschichtlich, künstlerisch, städtebaulich - Schutzumfang: gesamtes Objekt - Denkmaltyp: Bauliche Anlage, Sachgesamtheit: Kirche St. Marien | weitere Fotos \| Fotos hochladen |

## Gründenkmale
| Objekt-ID      | Lage                                     | Offizielle Bezeichnung | Beschreibung | Bild            |
| -------------- | ---------------------------------------- | ---------------------- | --- | --------------- |
| 26363 Wikidata | Schulstraße (54° 42′ 53″ N, 9° 40′ 7″ O) | Kirchhof               | Alteintragung (Aktualisierung vorgesehen) - Begründung: geschichtlich, Kulturlandschaft prägend - Schutzumfang: Kirchhof, Grabmale bis 1870, Hauptpforte, Granitböschungsmauern, Lindenkranz - Denkmaltyp: Gründenkmal, Sachgesamtheit: Kirche St. Marien | Fotos hochladen |

## Ehemalige Kulturdenkmale
| Objekt-ID     | Lage                                        | Offizielle Bezeichnung             | Beschreibung | Bild            |
| ------------- | ------------------------------------------- | ---------------------------------- | ------------ | --------------- |
| 8521 Wikidata | Bahnhofstraße 1 (54° 43′ 3″ N, 9° 40′ 9″ O) | Ehem. Bahnhofshotel und Gaststätte |              | Fotos hochladen |

## Quelle
- Liste der Kulturdenkmale in Schleswig-Holstein – Kreis Schleswig-Flensburg

- Karte mit allen Koordinaten:
- OSM |
- WikiMap